# Кашуба Ганна Степанівна
Га́нна Степа́нівна Кашу́ба (нар. 18 жовтня 1937, село Великосілки, тепер Кам'янка-Бузького району Львівської області — 11 лютого 2013, село Великосілки Кам'янка-Бузького району Львівської області) — українська радянська діячка, доярка колгоспу «Україна» села Великосілки Кам'янка-Бузького району Львівської області. Герой Соціалістичної Праці (8.04.1971). 

## Біографія
Народилася в багатодітній селянській родині. У 1947 році її батько був убитий вояками УПА за співпрацю з радянською владою. 
З раннього дитинства працювала в колгоспі села Великосілки.
З 1952 року — доярка колгоспу «Україна» села Великосілки Кам'янка-Бузького району Львівської області. Досягла надоїв по 2500 кілограмів молока від кожної корови. Пізніше довела надої до 6233 кілограмів молока від кожної корови.
Без відриву від виробництва закінчила середню школу, а потім і зооветеринарний технікум.
Член КПРС з 1968 року.
Указом Президії Верховної Ради СРСР від 8 квітня 1971 року за видатні успіхи, досягнуті в розвитку сільськогосподарського виробництва та виконанні п'ятирічного плану продажу державі продуктів землеробства і тваринництва, Кашубі Ганні Степанівні присвоєно звання Героя Соціалістичної Праці з врученням ордена Леніна і золотої медалі «Серп і Молот».
Потім — на пенсії в селі Великосілки Кам'янка-Бузького району Львівської області.

## Нагороди
- Герой Соціалістичної Праці (8.04.1971)
- два ордени Леніна (8.04.1971)
- медалі